# Municipio de Twin Butte
El municipio de Twin Butte (en inglés: Twin Butte Township) es un municipio ubicado en el condado de Divide en el estado estadounidense de Dakota del Norte. En el año 2010 tenía una población de 18 habitantes y una densidad poblacional de 0,19 personas por km².

## Geografía
El municipio de Twin Butte se encuentra ubicado en las coordenadas 48°51′6″N 103°31′50″O / 48.85167, -103.53056. Según la Oficina del Censo de los Estados Unidos, el municipio tiene una superficie total de 93.37 km², de la cual 89,85 km² corresponden a tierra firme y (3,78 %) 3,52 km² es agua.

## Demografía
Según el censo de 2010, había 18 personas residiendo en el municipio de Twin Butte. La densidad de población era de 0,19 hab./km². De los 18 habitantes, el municipio de Twin Butte estaba compuesto por el 100 % blancos. Del total de la población el 0 % eran hispanos o latinos de cualquier raza.